# Szczecinka (grzyby)

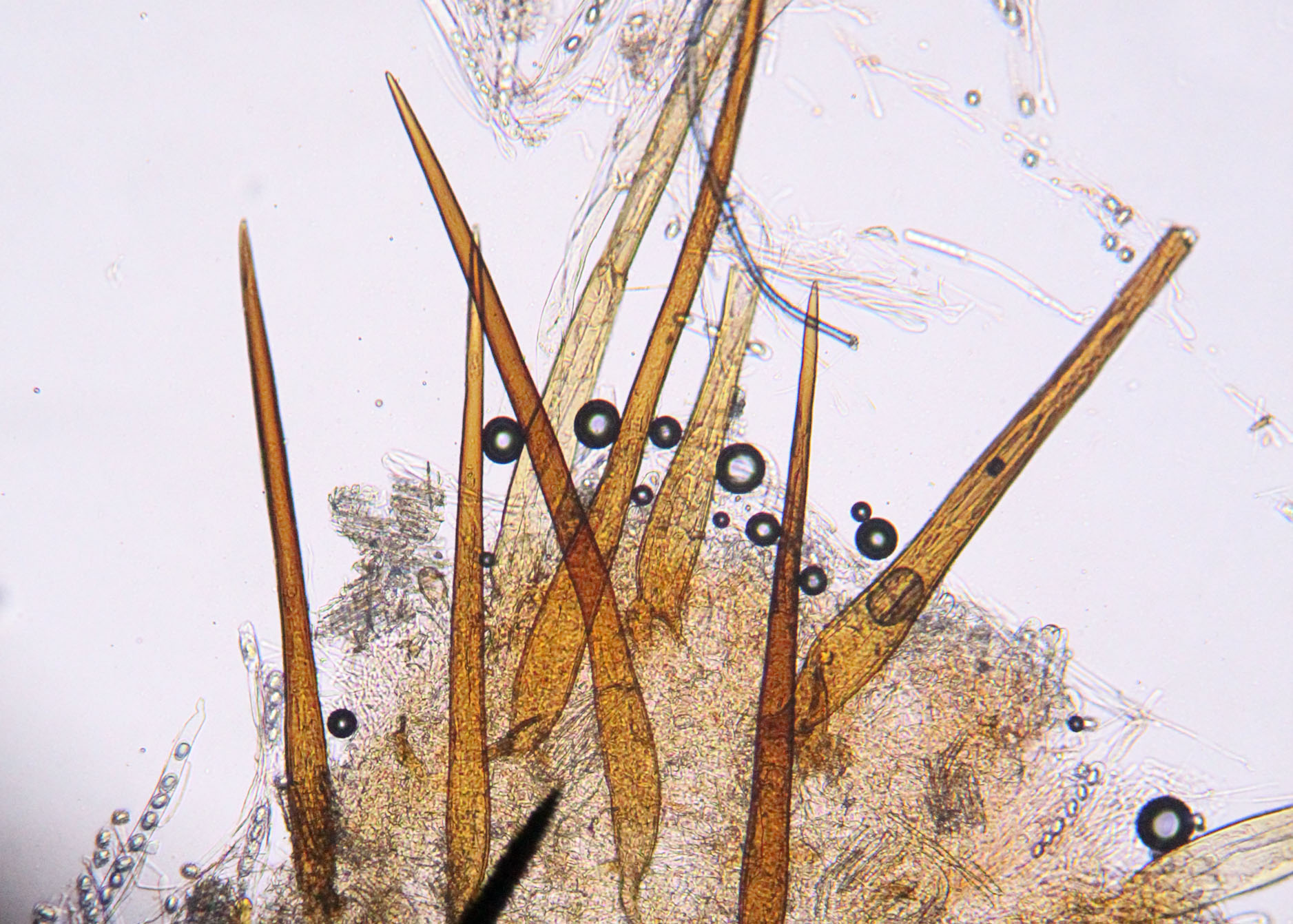
Szczecinki u włośniczki tarczowatej (pod mikroskopem)

Szczecinka (łac. seta, l.mn. łac. setae) – sztywny, gruby i ostro zakończony nibywłosek występujący u niektórych grzybów, zwłaszcza wewnątrz rurek w hymenoforze. Od obecności tych szczecinek pochodzi nazwa rodziny grzybów szczeciniakowate (Hymenochaetaceae). Obecność lub brak szczecinek ma duże znaczenie przy identyfikacji niektórych gatunków grzybów.
Szczecinki są grubościenne i często o ciemnej barwie. Wyróżnia się dwa ich rodzaje:
- szczecinki hymenialne (łac. haplosetae) występujące w hymenium pomiędzy podstawkami. Są to zwykle jednokomórkowe, grubościenne, brunatne, sztywne i wybrzuszone utwory o zaostrzonych końcach. Są charakterystyczne dla rzędu szczeciniakowców (Hymenochaetales)[3], ale występują także u niektórych gatunków rodziny gąskowatych (Tricholomataceae)[4]. Zwykle wystają powyżej podstawek. Ich wierzchołek może być prosty lub wygięty. Wyrastają na szczycie strzępek, ale czasami także z ich boku. W tym drugim przypadku rozciągają się one na boki od podstawy po obu stronach i często mogą być nieco u podstawy nabrzmiałe[2]
- szczecinki tramalne (tramal setae) – zazwyczaj długie, sztyletowate szczecinki występujące w tramie niektórych gatunków, np. z rodzaju Asterodon[4]. Biegną równolegle do ścianek rurki lub mogą wystawać ukośnie do hymenium. Mogą mieć znaczną długość i można je nazwać szczecinkami olbrzymimi. Łatwo je pomylić ze strzępkami szczecinkowymi, ale różnią się od nich stożkowym kształtem, są najszersze w środkowej części i lekko zwężają się w kierunku wierzchołka[2]

Szczecinki są albo szydlaste, czyli najszersze u nasady i zwężające się równomiernie ku górze, albo brzuchate, czyli z napęczniałą częścią powyżej podstawy, a następnie bardziej gwałtownie zwężoną u góry. U większości gatunków kształt szczecin jest dość stały, podczas gdy u innych może występować mieszanina szczecin szydlastych i brzuchatych, w związku z czym wyraźne rozróżnienie może być trudne. U niektórych grzybów kortycjoidalnych (np. Asterostroma i Asterodon) występują w hymenium rozgałęzione szczecinki zwane asterosetami. W rdzeniu czyrenia osikowego (Phellinus tremulae) występuje specyficzny rodzaj szczecinek zwany cora setae.